# 106 Девы
106 Девы (лат. 106 Virginis), HD 126927 — двойная звезда в созвездии Девы на расстоянии приблизительно 477 световых лет (около 146 парсек) от Солнца. Визуальная звёздная величина звезды — +5,432m.

## Характеристики
Первый компонент — оранжевый гигант спектрального класса K4-5III, или K5III, или K5. Масса — около 1,653 солнечной, радиус — около 41,107 солнечного, светимость — около 303,833 солнечной. Эффективная температура — около 3993 K.
Второй компонент — красный карлик спектрального класса M. Масса — около 141,38 юпитерианской (0,135 солнечной). Удалён в среднем на 1,768 а.е..